# Apple IIc
蘋果IIc是蘋果II系列上的第四款机型，也是苹果公司首次试图生产可携式电脑。最后开发出的是7½磅重的可携式Apple II。名字中的c代表compact(紧密的)，表示其实际上是一套压缩在笔电大小的完整Apple II电脑(省去屏幕及电源供应器)。它提供了内置软驱及新设计的机后扩充槽，但缺乏内部扩充槽及直接更改主板的功能，使其成为像是麦金塔的闭锁系统。不过这正是该机型的设计理念之一：—如同电器用品一般，拆箱即可使用、不需要经验及技术知识，因此对第一次使用的用户有吸引力。

## 历史
Apple IIc于1984年4月上市，此时苹果公司正在举办Apple II Forever宣传活动。该机型被宣称是苹果公司对于Apple II系列及其使用者的长期承诺－即便是麦金塔推出之后Apple II也不会被放弃的保证。尽管它本质上是缩小版的Apple IIe，它并不是后继者，而是对于便携性的补足。一般的Apple II可以提供给需要扩充功能的用户，而Apple IIc可以提供给需要一般的即插即用功能与便携性的用户。
该机型首次采用了苹果公司的白雪公主设计语言。其特点是高雅的机箱设计及光滑的现代感造型－在其后将近十年的时间中这被作为苹果的电脑及设备的标准设计。Apple IIc采用了特殊的灰白色“雾”外观设计以突显白雪公主设计语言－该设计只在Apple IIc及一些周边上使用(其他机型多半为米色或亮灰色)。尽它其轻便小巧，但它仍不是真正的便携式设计，因为它缺乏内置显示器及电池。
该机型开发期间曾使用下列代号： Lollie, ET, Yoda, Teddy, VLC, IIb, IIp.

## 功能总览

### 对IIe的改进
技术上来说Apple IIc就是压缩在较小的机箱内的Apple IIe，它保有了IIe的功能。以此为基础，它也在不影响兼容性的情况下做了一些改进。它采用了基于CMOS的65C02微处理器取代一般的6502处理器。其增加了27个新处理器指并且耗能较低（但妨碍了一些极少数使用非法opcode之软件的运行－该代码在65C02中被移除）。新的ROM固件使Applesoft BASIC可以辨认小写字母、对80列显示的支持更好并修正一部份IIe ROM中的臭虫。在视频方面，文字显示添加了称为“MouseText”的32个字符，当这些字符被妥善排列时可以"画"出图标、窗口及菜单，创造一个完全以字符组成的图形用户界面，与IBM ANSI的概念类似。一年后Apple IIe的4芯片升级－Enhanced IIe－亦提供了这些改进。

### 内置扩充卡/槽
5张扩充卡的功能被直接整合在Apple IIc的主板上。这些卡包括延伸80列卡、两张超级序列卡、一张鼠标卡及一张软驱控制卡。这使得Apple IIc有128KB内存、80列文字显示及内置双高分辨率图像支持，且可以拆箱即用－与Apple IIe不同。这也使Apple IIc较不需要扩充槽，因为最常用的扩充卡功能已整合，用户只需要将设备插于后置连接埠即可。内置卡对应到虚拟插槽的位置，使过去基于旧型Apple II设计的软件亦能正常对应（例如鼠标对应到虚拟槽4、序列卡对应虚拟槽1和2、软驱对应槽6等）。值得注意的是Apple Disk II卡－软驱控制卡被微缩至一个叫做“IWM”（Integrated Wozniak Machine）的芯片里。
在机器后方有连接埠，最主要提供对内置卡的存取。标准DE-9摇杆介面在此亦可供鼠标使用－与Lisa和早期麦金塔电脑的鼠标兼容。两个序列埠则提供打印机及调制解调器的支持。一个软驱连接埠可连接一外接5¼英寸软驱（稍后更可连接“智慧”装置如3½英寸软驱及硬盘）。一个视频扩充埠提供了不完全的信号对应附加转接器，但不能单独产生视频信号（苹果公司生产了一LCD显示屏及RF调幅器可连接在此埠，后者和早期的IIc搭配贩售）。一个外接埠"绑"在内置的12伏变压器上以提供电池支持，这即是声名狼籍的外接电源（用户称其为“绳绑砖”式设计）。旧型Apple II上的RCA端子在此机型上依然存在，但录音带连接埠及内置DIP-16游戏埠被移除。

### 内置附件及键盘
Apple IIc有一内置5¼英寸软驱（140 KB）置于机箱右侧—这是第一款具有该功能的Apple II。机箱左侧则有一开关可调整内置喇叭音量，另有一⅛英寸单声道音频接口可插耳机或外接喇叭。提把可反折以将机体垫高，使键盘保持一较方便打字的角度。
键盘形式大致上与Apple IIe相同，但“Reset”键被移至“Esc”键上方。另外有两个切换开关在附近：一个是切换“80/40”列文字显示以供(特别编写的)软件以侦测以何种显示模式启动。另一个“键盘”切换开关则用以切换QWERTY及德沃夏克键盘布局—或在非美国版本机种上可切换为美式或当地键盘布局。键盘就像一般笔电一样做在机箱前上半，并有一置于按键底下的像胶垫以防止液体渗入。

## 技术信息
微处理器
- 65C02于1.023 MHz运行
- 8位数据通道

内存
- 128 KB内置内存
- 32 KB内置ROM(最早版本为16 KB)
- 可从128 KB扩容至1 MB (最早版本仅能以非传统方式达成)

视频
- 40与80列x24行文字[3]
- 低分辨率：40×48 (15色)
- 高分辨率：280×192 (6色)[4]
- 双倍低分辨率：80×48 (15色)
- 双倍高分辨率：560×192 (15色)[4]

音频
- 内置喇叭，1-bit toggling
- 可调音量(手动控制)

内置存储装置
- 薄型5.25英寸软驱
- 140 KB单面

内置连接槽
- 内存扩充卡连接槽(34针)*

* 只在ROM 3以上版本之主板存在。原版IIc无此扩充。
整合芯片控制器
- 软驱IWM (Integrated Wozniak Machine)
- 序列I/O用双6551 ACIA芯片

外部链接埠
- 摇杆/鼠标 (DE-9)
- 打印机, serial-1 (DIN-5)
- 调制解调器, serial-2 (DIN-5)
- 视频扩充埠 (D-15)
- 软驱SmartPort (D-19)
- 12伏直流电输入(DIN-7公接头)
- NTSC复合视频输出(RCA接口)
- 音频输出(⅛英寸单声道输出口)

## 改版
Apple IIc在1984年4月至1988年8月的生产期间有些微小的修改，包含3次的ROM升级、对主板缺陷的修正、新修改的主板及微小的外观修改。

### 原版IIc (ROM版本‘255’)
最早的ROM于该型机器推出的首年及约一半的生产期间被采用。它有16 KB容量。唯一可以连接至该机器的软驱埠的装置是一台外接5¼英寸软驱，软件可由“PR#7”指令驱动。序列埠不会遮挡换行字符或支持XON/XOFF协定，与后期的固件升级版本不同。在此一版本的ROM没有自我检测功能，在冷开机时按住solid-Apple键只会在屏幕上显示循环无意义的图像，该模式没有实质作用，亦不会指示关于该机器的"健康"状况。

### 序列埠计时修正
最早的Apple IIc主板(于1984年4至11月间生产)透过74LS161 TTL逻辑芯片为两个序列埠计时后来此方法被发现较最低需求慢了3%且会导致一些于1200或更高bps(波特率)运行的第三方厂商设备(如打印机与调制解调器)不能正常运行。于300 baud以下运行的设备不受影响，而某些较快的设备亦可容许这项误差。使所有设备能正常运作的解决方法是将该TTL芯片替换为一振动器。苹果公司会为有不兼容设备(例如某第三方厂商的1200baud调制解调器，但不是每个都会)的用户更换主板。需注意的是这个问题并不会影响所有的用户，它可被视为在不同设备上可能发生的不确定问题。

### UniDisk 3.5 支持(ROM版本 ‘0’)
此一于1985年11月推出的升级是ROM固件升级(从16 KB升级至32 KB)。新的ROM支持UniDisk 3½英寸(800 KB)软驱等"智慧"装置及一外接5¼英寸软驱。一个新的自我测试诊断工具可测试内置内存及其他逻辑失误征兆。自Apple II Plus开始移除的Mini-Assembler重新被内置并加入新的Monitor “Step”及“Trace”指令。升级过的ROM添加了尚未完善的AppleTalk网络设备支持(但该设备最终未被开发)。用户若尝试启动虚拟第7槽会收到“APPLETALK OFFLINE”的提示。然而Ic没有内置网络支持，也没有任何外接装置被开发出来。该升级由一个芯片更换及一微小的主板修改组成。只有购买UniDisk 3.5软驱的用户可免费获得。一张3½英寸磁盘图案的小贴纸会贴在软驱埠的5¼英寸软盘图案旁边表示此机已经升级。

### 内存扩充版IIc (ROM版本‘3’)
1986年9月与Apple IIGS同时推出的新版本换了新的主板、键盘及颜色配置最早的Apple IIc无法扩充，必须透过第三方厂商的卡以进行一些硬件修改。这可以透过移除CPU及MMU芯片并将一特殊板插入该槽以达成，其后亦可用bank switching以扩充内存。这与原始的Apple IIe的附加槽很相似。新的主板添加了一个34针的插槽以直接安插内存卡，使用Slinky-type内存卡可达到megabyte内存。板载芯片数量从16个(64K×1)减到4个(64K×4)。新的固件移除了后来被取消的AppleTalk装置支持并将其改为内存卡支持。移除AppleTalk功能后，内存安置于虚拟第4槽，鼠标则移动到第7槽。新的键盘移除了防水橡胶垫并换成更有触感、回应的键盘。键盘、软驱门及电源线亦从米色改成与与Apple IIGS相同的亮灰色(白金色)，然而机箱维持Snow White布局。旧型IIc的用户若购买苹果的内存扩充卡则可免费升级主板(但没有键盘及外观更改)。

### 内存扩充修正(ROM版本 ‘4’)
1988年1月推出了一个ROM固件更新以修正新出的内存扩充版IIc的一些问题，包括对内存芯片较好的辨识、终端模式下使用序列埠调制解调器的问题修正及键盘缓冲修正。此一ROM升级仅免费提供给内存扩充版IIc的用户。这是直到Apple IIc Plus (ROM版本‘5’)推出前的最后一版修正。

### 鉴定固件ROM版本
Apple IIC技术说明 上提到用户可以用Applesoft BASIC的指令判断Apple IIc的ROM版本：
PRINT PEEK (64447)
这将会回传一个数值，由该数值即可判断ROM版本。
- 如果PRINT PEEK (64447) 回传255则是原始版本IIC (ROM版本‘255’)
- 如果PRINT PEEK (64447) 回传0则是带有UniDisk 3.5软驱支持的IIC(ROM版本‘0’)
- 如果PRINT PEEK (64447) 回传3则是内存扩充版IIC(ROM版本‘3’)
- 如果PRINT PEEK (64447) 回传4则是修正过的内存扩充版IIC(ROM版本‘4’)
- 如果PRINT PEEK (64447) 回传5则是Apple IIc Plus(ROM版本‘5’)

## 国际版本
如同Apple IIe，Apple IIc的键盘在不同地区销售时亦有修改。有时候修改相当细微，例如当地语言字符的添加(如加拿大版IIc有“á” “é” “ç”等法文字符，英国版IIc有英磅的“£”等号等)，欧洲版IIc则有大幅度的键位排列及形状改变。要使用当地字符需按下键盘上方的切换开关(在美国版IIc上这个开关可切换QWERTY或DVORAK键盘布局，但国际版本无此功能。)，按下后键位会立即切换至当地键位。在某些国家，本地化的IIc亦支持50Hz PAL视频制式及220/240V电压(以不同的外接变压器达成)－由于IIc内置了12V整流器，这项修改并不困难。国际版本亦将机体上所有英文指示改成小图示以便各地用户皆能辨认。

## 附件

### 便携装置

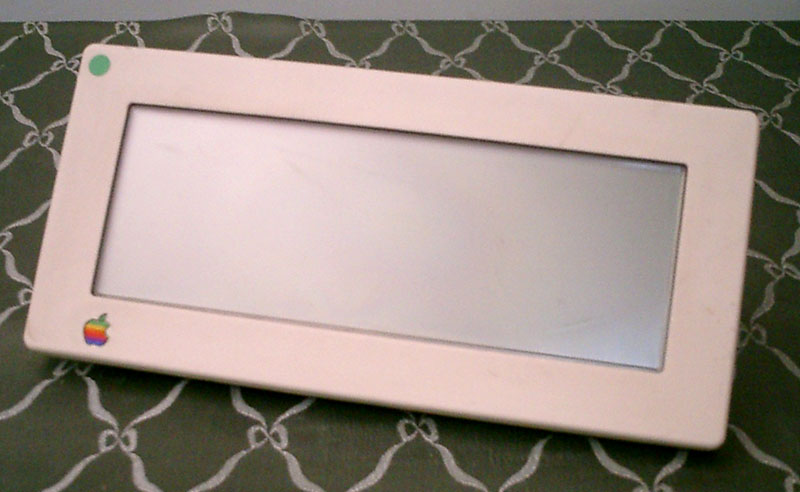
Apple IIc 平板显示器

在Apple IIc上市时，苹果公司提供了Apple Flat Panel Display－苹果平板显示器做为可选配件，它是专为该机型设计的黑白(1位) LCD显示器。尽管它因为使IIc更符合便携需求而受欢迎，它未被完美整合在机体上做为便携式解决方案：它无法完好固定或如笔记簿电脑屏幕般折起。它必须插在机体的沟槽上并另外接线至机后的连接埠。其最大的缺陷是对比度不良及缺乏背光，使其在缺乏外部光源的情况下难以观看、阅读。该屏幕的长宽比亦相当奇怪，使得显示图像如同被压扁一般。一家第三方厂商另外推出了C-Vue。它与苹果的产品看、用起来皆很像，尽管据称可辨识性提升，两种屏幕贩售皆不理想，产品生命周期十分短暂，使其相当不普遍，直接导致今天极难寻获相关产品。
第三方厂商亦提供了外接充电电池(如Prairie Pack)，充满电后约可使用8小时以上。尽管它们使IIc更符合便携需求，它们实际上庞大且笨重，且用户需要额外携带。另外也有电源转接器可供Apple IIc接在车用点烟器电源上使用。
为方便用户携带，苹果公司另外贩售一种附肩带的尼龙包，内部有隔间可供置放主机、外接电源供应器及电线。内部空间足够挤入上段提到的显示屏。该尼龙包是灰色的，并在左上角缝了一个苹果公司的符号。

### 扩充能力
尽管Apple IIc有许多内置功能，许多用户仍然希望扩充其功能。由于Apple IIc被设计成闭锁式系统、没有扩充能力，因此这十分困难。然而许多公司仍然找到将扩充功能"挤进"狭小的机箱的聪明方法。时钟、内存扩容及辅助处理器在当时很常见，某些公司甚至将上述功能全挤在一张卡上。一般来说，要扩充这些功能需将主板上的主要芯片移至扩充卡上，稍后再将扩充卡插在空槽上。尽管它使机内空间更挤，这项修改确实作用良好，且提供用户扩充内存的方法－而苹果官方直到内存扩充版推出时才提供这项功能。
有些公司设计了置入CPU加速器的方法－将所有专门设计的电路(如快取及逻辑)挤在一高耸的芯片中，而该芯片完全取代了40针6502处理器，可将运行速率提升至4~10MHz。其中一些著名的例子是Zip Chip及Rocket Chip.
虽然IIc缺乏SCSI或IDE介面，第三方厂商仍然开发出了接在软驱SmartPort上的外接硬盘(如ProApp, Chinook, C-Drive)。尽管这些外接硬盘受限于介面设计(特别针对软驱而非硬盘设计)而相当缓慢，它们在当时确实提供了大量存储的选择。另外也有一些可安装于IIc序列埠上的音效及语音装置如魔音卡-D(Mockingboard-D)及Echo IIc。

### 一般附件
对于希望使用Apple IIc做为桌机使用的用户，苹果公司推出了可另购的9英寸单色CRT显示屏及14英寸彩屏。鼠标也是一项普遍的外接装置，因为它不需要介面卡，只要插在背后的连接埠(MousePaint，MacPaint的复制品，与IIc一起贩售)。此外还有与IIc外观风格相符的外接5¼英寸软驱。稍后3½英寸软驱－附有UniDisk 3.5－也成为一项选择。它有内置的"小电脑"(CPU、内存、固件)以解决在1 MHz机种上使用高速软驱的问题。

## 注解
1. ↑  The Apple IIc Personal Computer （页面存档备份，存于） A portable IIe compatible that runs ProDOS. John Markoof - BYTE Senior Technical Editor - May 1984 (Page 276-282) - BYTE magazine
2. ↑  Kunkel, Paul, “AppleDesign: The work of the Apple Industrial Design Group,” with photographs by Rick English, New York: Graphis, 1997, p. 30
3. ↑  文字可与图像模式混合输出，依不同视频模式可使用底部8或32行。
4. 1 2  受限于画素位置限制，实际上彩色模式只有140×192
5. ↑  .   [2009-06-10]. （原始内容存档于2008-02-08）.
6. ↑  Apple IIC Technical Reference Manual New York: Addison-Wesley, 1987, pp. xxiii-xxv / ISBN 0-201-17752-8 / OCLC 17806974